# 那波光正
那波 光正（なわ みつまさ、1899年11月3日 - 1968年12月7日）は、岐阜県出身の実業家・興行師。京都帝国大学卒業。株式会社東京楽天地社長などを歴任した。土木工学者・鉄道官僚の那波光雄は父。日本郵船社長の有吉義弥は義兄。

## 経歴

### 青年時代
1899年（明治32年）11月3日に岐阜県に生まれた。父は土木工学者・鉄道官僚の那波光雄である。愛媛県の旧制松山高等学校を第1回生として卒業後、1926年（大正15年）に京都帝国大学法学部を卒業した。旧制松山高校の同窓には後に三和銀行頭取となる上枝一雄、後に日本郵船社長となる有吉義弥などがいた。大学卒業後には小林一三が率いる東宝グループの阪神急行電鉄、東京瓦斯、東京宝塚劇場などに勤務した。

### 江東楽天地の経営
1956年（昭和31年）8月22日には18年間社長を務めた今村信吉の後を継いで、株式会社江東楽天地の代表取締役社長（第3代）に就任した。株式会社江東楽天地は娯楽街である江東楽天地の経営などを行っていた企業である。1957年（昭和32年）に小林一三が死去すると、1959年（昭和34年）にはアメリカ合衆国ニューヨークで開催されたロータリークラブ世界大会への参加を契機として、自身初の世界旅行を行って見聞を広めた。当時はまだ海外旅行が珍しかった時代であり、東宝や江東楽天地の社員ら約300人に見送られて羽田空港を飛び立っている。ハリウッドではMGMやコロムビアの撮影所を見学し、『メリー・ディア号の難破』の撮影中だったゲイリー・クーパーと記念写真を撮っている。
那波は映画館が主体だった株式会社江東楽天地の経営の多角化を進め、流行しつつあったボウリング場を相次いで開館させると、不動産事業への傾斜も強めた。1961年（昭和36年）10月には社名を株式会社江東楽天地から株式会社東京楽天地に変更している。1960年（昭和35年）5月には錦糸町駅の駅ビル建設を推進する株式会社錦糸町交通会館の代表取締役社長にも就任し、1961年（昭和36年）11月に駅ビルきんし町が開業している。

### 死去
その他には東京宝塚劇場、後楽園スタジアム、東宝、浅草楽天地、帝都座などで取締役を務めた。1968年（昭和43年）12月7日に急逝し、株式会社東京楽天地では神守源一郎が後任の社長に就任した。

## 著書
- 『やぶにらみ世界一周』ダイヤモンド社、1960年
- 『小林一三翁が遺されたもの』、文藝春秋、1969年